# Dolichopus robustus
Dolichopus robustus är en tvåvingeart som beskrevs av Stackelberg 1928. Dolichopus robustus ingår i släktet Dolichopus och familjen styltflugor. Inga underarter finns listade i Catalogue of Life.